# 鐵基超導體

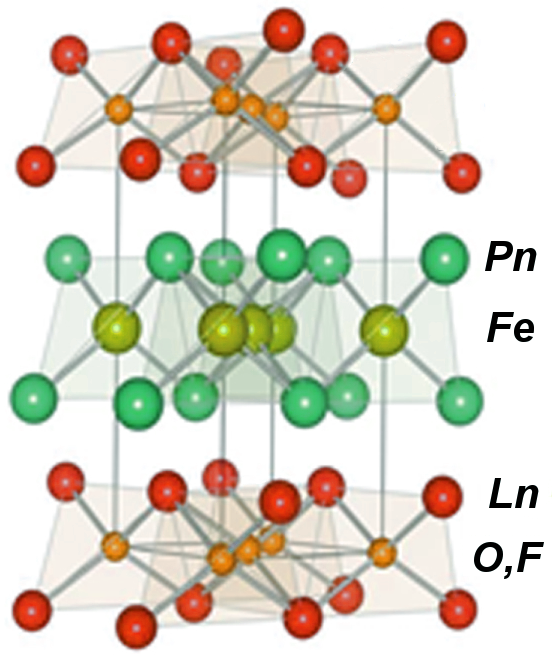
LnFePnO的晶體結構，它是ferropnictide化合物之一。

鐵基超導體是指化合物中含有鐵，在低溫時具有超導現象，且鐵扮演形成超導的主體的材料。2006年日本東京工業大學細野秀雄教授的團隊發現第一個以鐵為超導主體的化合物LaFeOP，打破以往普遍認定鐵元素不利形成超導迷思。
根據BCS理論，產生超導性的必要條件是材料中的電子必須配對，這樣配對的電子稱為庫柏對。庫柏對中的兩個電子自旋相反，所以總自旋為零，因而科學家認為超導性與鐵磁性可能無法共存，材料中如果加入磁性元素（如鐵、鎳）會大大降低超導性。鐵基超導體雖然含有鐵元素且是產生超導的主體，但是鐵和其他元素（如砷、硒）形成鐵基平面後，已不再具有鐵磁性。
2008年1月9日，細野秀雄教授的團隊再度發現鐵基層狀材料La[O1-xFx]FeAs（x = 0.05 – 0.12）在絕對溫度26K時存在超導性。2008年2月26日，細野團隊又發現其在絕對溫度43 K的超導性。2008年3月28日，中国科学院物理研究所赵忠贤领导的科研小组报告，氟掺杂镨氧铁砷化合物的高温超导临界温度可达52 K（-221.15 ℃）。4月13日该科研小组又有新发现：氟掺杂钐氧铁砷化合物假如在压力环境下产生作用，其超导临界温度可进一步提升至55 K（-218.15 ℃）。此外，中科院物理所闻海虎领导的科研小组还报告，锶掺杂镧氧铁砷化合物的超导临界温度为25 K（-248.15 ℃），從此研究鐵基超導體便在世界上形成一股熱潮。引起許多科學家的興趣的重要原因之一在於鐵基超導體的結構與高溫超導的銅氧平面類似，超導性發生在鐵基平面上，屬於二維的超導材料。因此儘管鐵基超導體的臨界溫度只有數十开尔文，研究鐵基超導體可能有助於了解高溫超導的機制。

## 晶格結構
現有的鐵基超導體從結構上可分為四類：（1111）、（122）、（111） 和 (11)。
| 氮磷族氧化物 (oxypnictide)      | 临界溫度 (K)       |
| -------------------- | ------------------ |
| LaO0.89F0.11FeAs     | 26                 |
| LaO0.9F0.2FeAs       | 28.5               |
| CeFeAsO0.84F0.16     | 41                 |
| SmFeAsO0.9F0.1       | 43                 |
| La0.5Y0.5FeAsO0.6    | 43.1               |
| NdFeAsO0.89F0.11     | 52                 |
| PrFeAsO0.89F0.11     | 52                 |
| ErFeAsO1-y           | 45                 |
| Al-32522 (CaAlOFeAs) | 30(As), 16.6 (P)   |
| Al-42622 (CaAlOFeAs) | 28.3(As), 17.2 (P) |
| GdFeAsO0.85          | 53.5               |
| BaFe1.8Co0.2As2      | 25.3               |
| SmFeAsO~0.85         | 55                 |

| 非氮磷族氧化物 (non-oxypnictide) | 临界溫度 (K) |
| ----------------- | ------------ |
| Ba0.6K0.4Fe2As2   | 38           |
| Ca0.6Na0.4Fe2As2  | 26           |
| CaFe0.9Co0.1AsF   | 22           |
| Sr0.5Sm0.5FeAsF   | 56           |
| LiFeAs            | <18          |
| NaFeAs            | 9–25         |
| FeSe              | <27          |